# Apollon (Michel-Ange)
Pour les articles homonymes, voir Apollon (homonymie).
Apollon, ou Apollon-David, ou encore David-Apollon, est un nu inachevé de Michel-Ange datant de 1530 environ. Cette sculpture de marbre, haute de 1,46 m, est conservée au musée national du Bargello, à Florence.

## Histoire
Au lendemain du siège de Florence (1529-1530) et de la victoire des Médicis, le pape Clément VII et sa famille imposent un gouvernement strict à la ville. L'un de leurs partisans, Baccio Valori, commande alors à Michel-Ange une statue pour orner son palais. Le travail du sculpteur s'interrompt lorsque Alexandre de Médicis devient duc de Florence : Michel-Ange quitte la ville peu après. L'œuvre, restée inachevée, rejoint au palazzo Vecchio la collection de Cosme Ier de Médicis, premier grand-duc de Toscane. Elle y côtoie le Bacchus de  Sansovino, celui de Bandinelli et le Ganymède antique restauré par Benvenuto Cellini.
Lorsque Cosme Ier entre en possession de statues plus importantes de Michel-Ange (le Bacchus et le Génie de la Victoire), l’Apollon-David est transporté dans le jardin de Boboli, où il sert à décorer une niche de l'amphithéâtre. Il est transféré en 1824 à la galerie des Offices, puis placé dans les collections du Bargello.

## Sujet
Michel-Ange n'a pas laissé de document concernant le sujet de cette œuvre inachevée et les sources anciennes ne s'accordent pas sur ce point. D'après Vasari, il s’agirait d’un Apollon ébauchant le geste de prendre une flèche dans un carquois, même si aucun arc n’est visible. Dans l'inventaire de Cosme Ier (1553), cependant, il est répertorié comme un David. Les historiens de l'art identifient la statue comme l'un ou l'autre, ou encore, dans le doute, l'intitulent David-Apollon ou Apollon-David. L'hypothèse d'un Apollon est due à l'aspect viril et musclé du corps, ce qui correspond à l'iconographie traditionnelle d'Apollon, contrairement aux représentations habituelles de David jeune, caractérisé par une silhouette d'adolescent. Pour d'autres, il pourrait également s'agir du Cupidon-Apollon (it) perdu, sculpté par Michel-Ange vers 1497 pour le banquier Jacopo Galli.

## Description et style
La sculpture est particulièrement complexe en raison de son mouvement de torsion inversée qui souligne les contours du corps en multipliant les points de vue. Le bras droit est incurvé et le gauche replié, et la jambe droite se plie pendant que la gauche, tendue, s'appuie sur une structure inachevée qui repose sur le sol. Derrière le personnage se dresse un tronc d'arbre statique qui a une fonction de soutien pour l'ensemble. Le haut du corps est adossé à un fragment non sculpté. La forte tension de la tête vers la gauche s'oppose au mouvement du bras droit vers l'arrière. Sous un autre angle, le bras gauche sépare le haut et le bas du corps, créant un contraste typique du maniérisme.
Si elle est considérée comme un David plutôt que comme un Apollon, la statue présente d'importantes différences avec le David de la piazza della Signoria, dont la pose exprime la force potentielle et la colère intérieure du héros biblique.

## Galerie

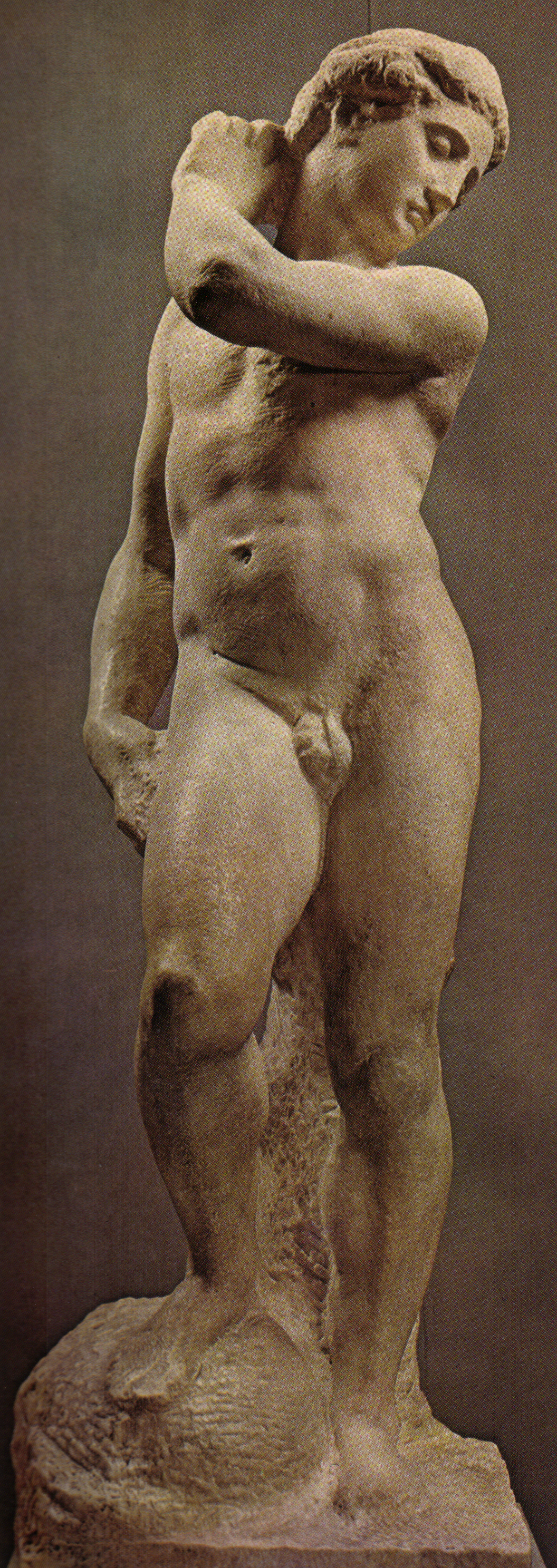
Vue de face.
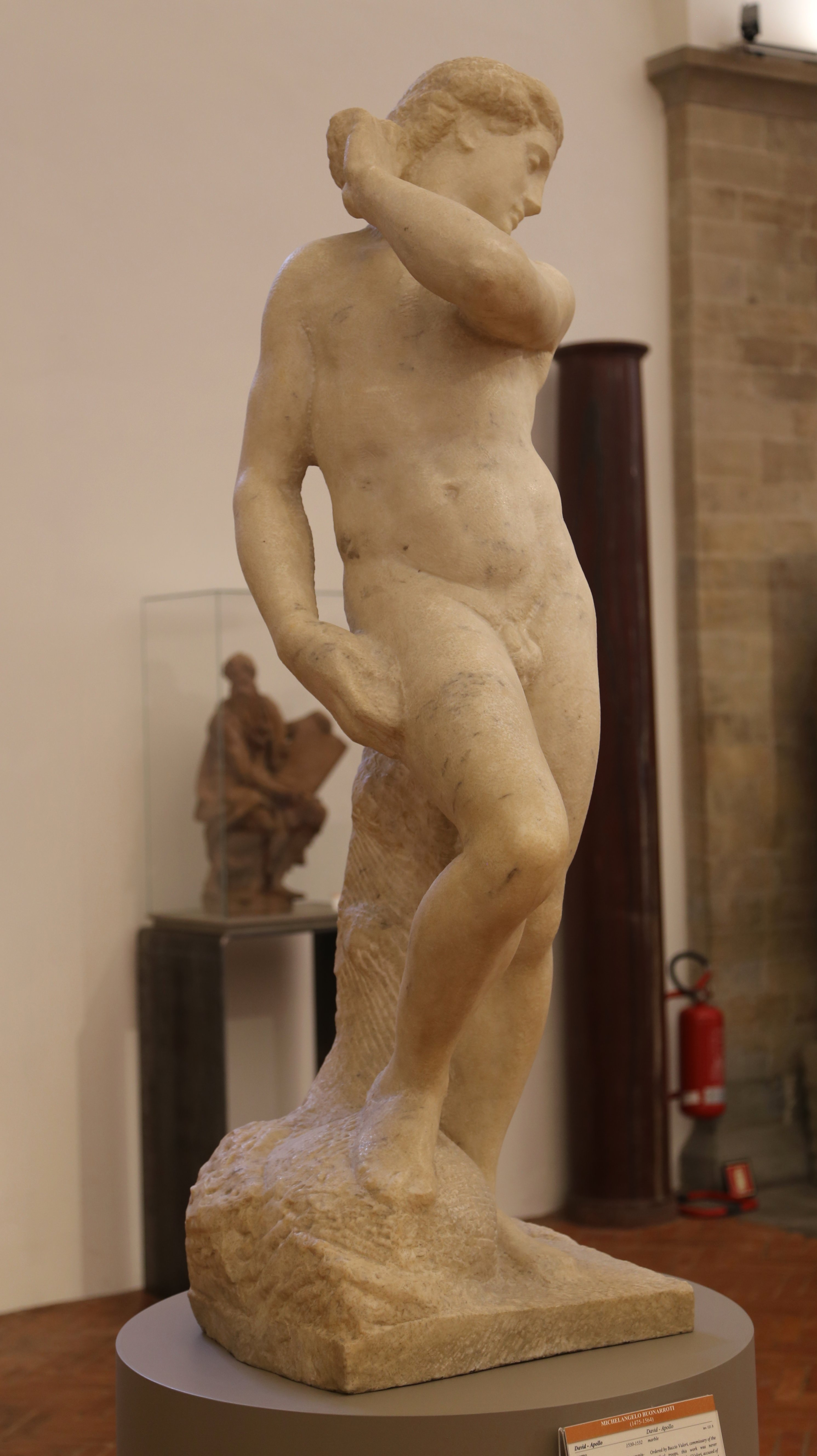
Vue du côté droit.
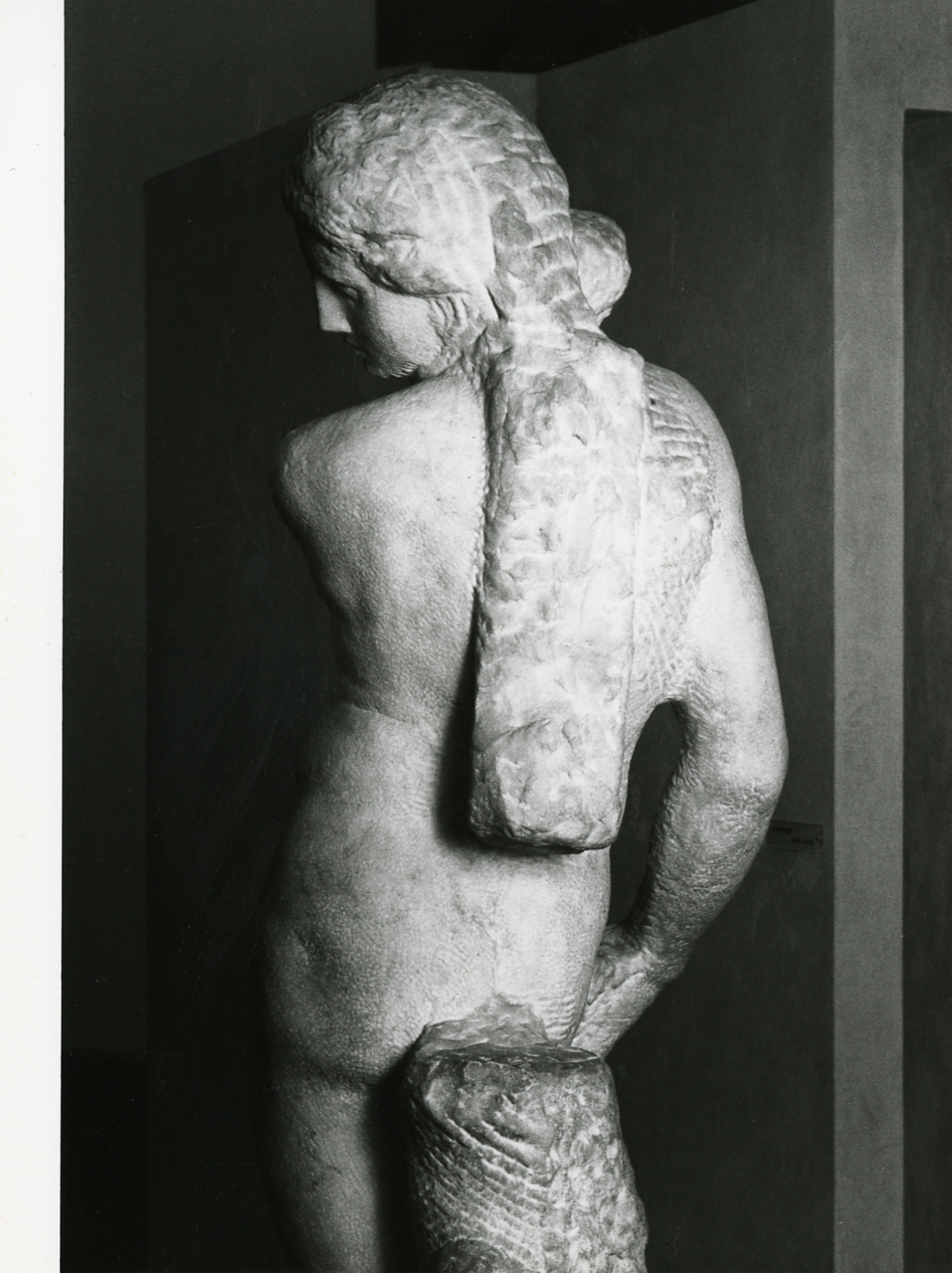
Vue du dos, photographie de Paolo Monti, 1981.
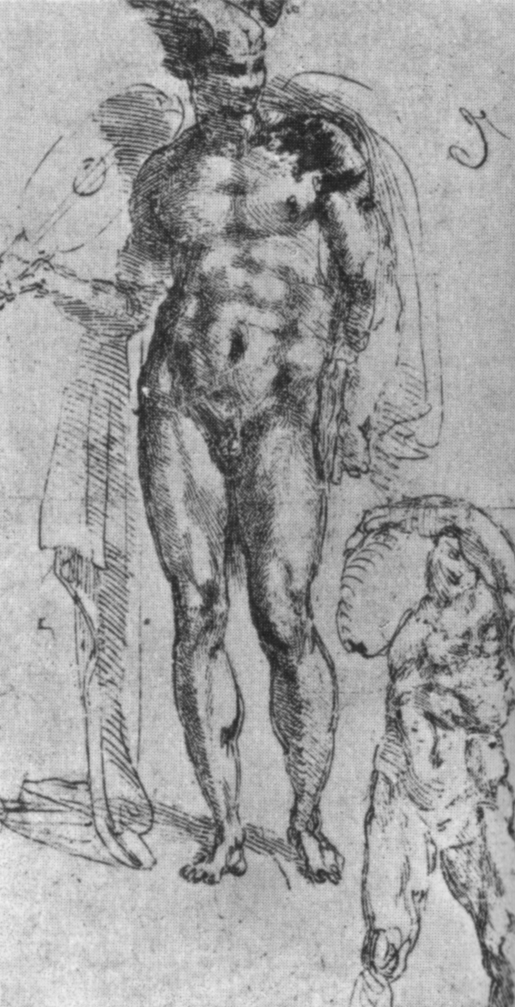
Esquisse peut-être destinée au Cupidon-Apollon (it), musée du Louvre.
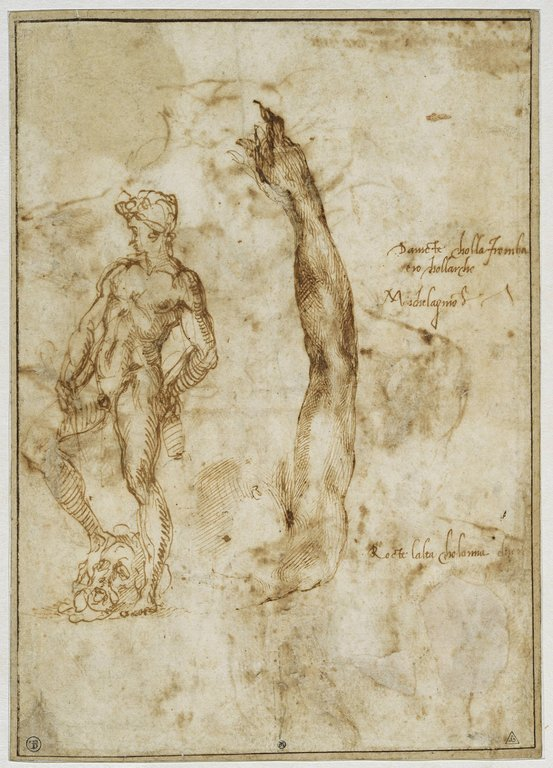
Esquisse pour un David de profil à gauche, le pied posé sur la tête coupée de Goliath, v. 1502-1503, musée du Louvre.
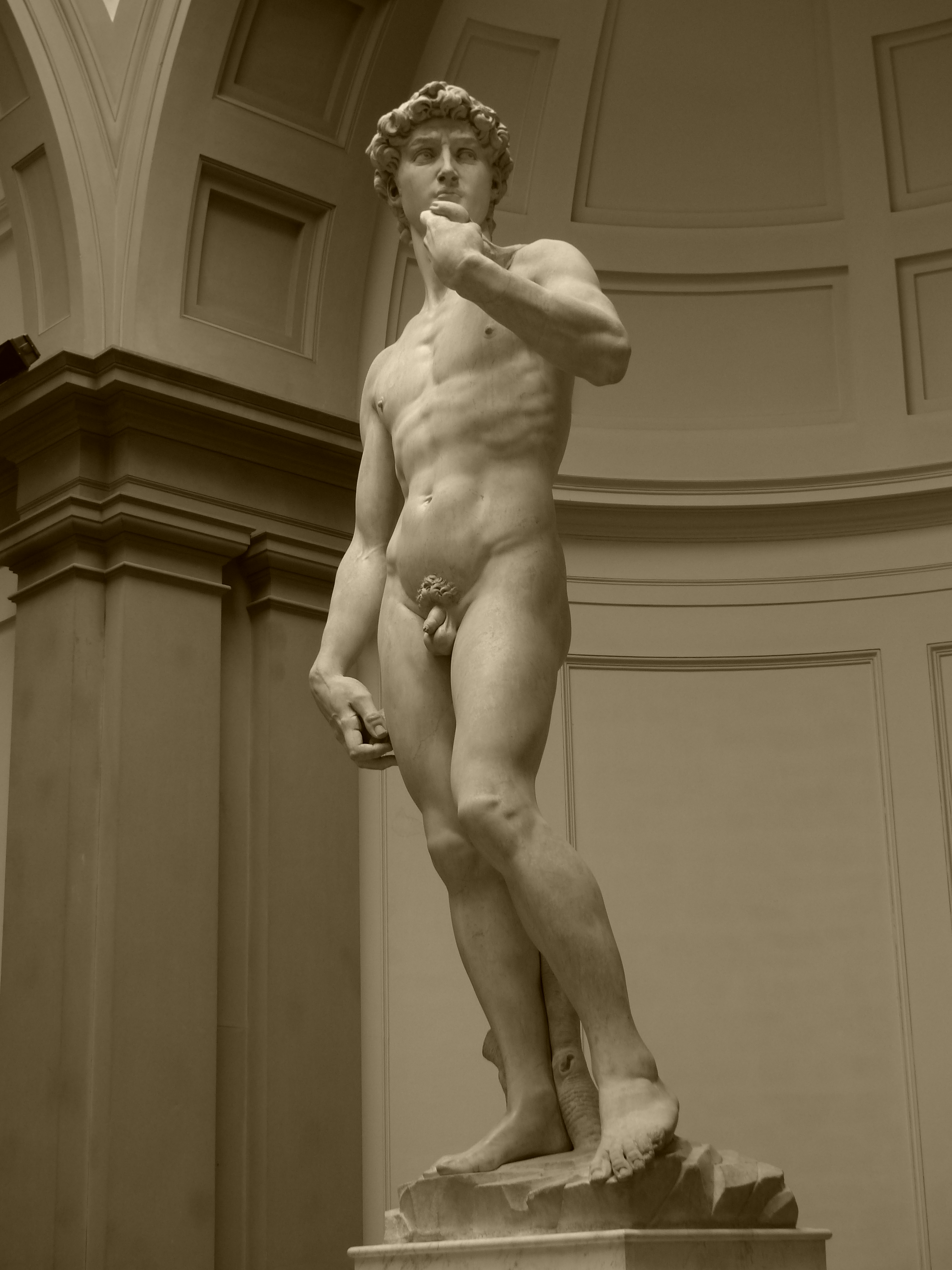
Le David de la piazza della Signoria.